# Cambronne (Métro Paris)

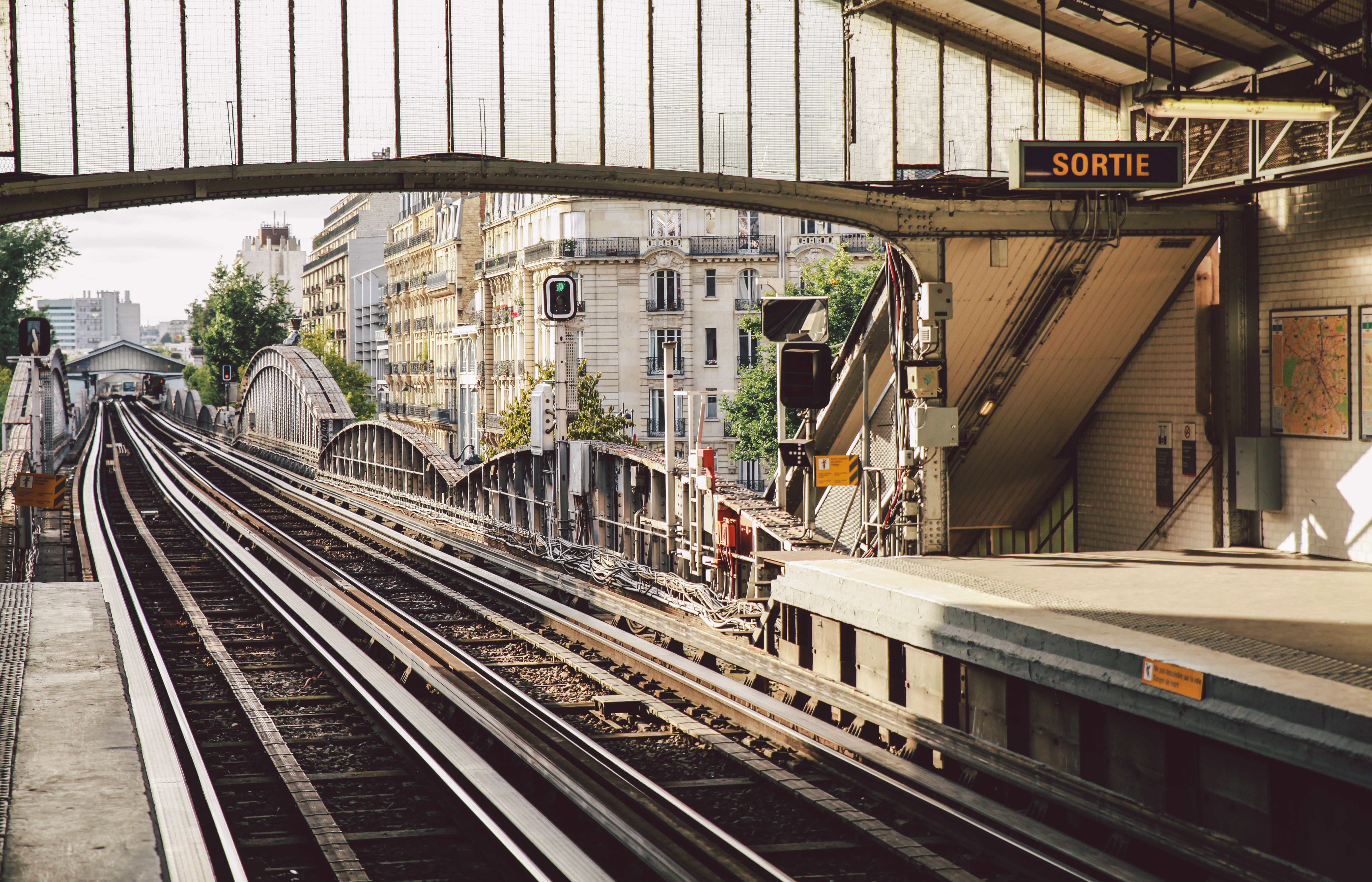
Blick aus der Station nach Nordwesten, im Hintergrund der Hochbahnhof La Motte-Picquet – Grenelle

Cambronne [kɑ̃bʁɔn] ist ein Hochbahnhof der Pariser Métro. Er wird von der Métrolinie 6 bedient.

## Lage
Die Station befindet sich im Quartier Necker des 15. Arrondissements von Paris.

## Name
Benannt ist der U-Bahnhof ist nach der nahegelegenen Place Cambronne. Pierre Cambronne war ein französischer General während des Ersten Kaiserreichs. Als Kommandeur des dritten Voltigeurregiments der Kaisergarde nahm er 1812 am Russlandfeldzug teil. Während Napoleons Verbannung auf der Insel Elba war er dort Militärkommandant, bei der Schlacht bei Waterloo Kommandant des letzten Karrees. Berühmt ist er wegen des von ihm gegenüber dem britischen General Colville ausgesprochenen mot de cinq lettres („merde“).

## Geschichte
Die Station wurde am 24. April 1906 in Betrieb genommen, als der Abschnitt von Place d’Italie bis Passy eröffnet wurde. Dieser war Teil der Linie 2 Sud. Am 14. Oktober 1907 wurde die bis dahin eigenständige Linie 2 Sud aufgegeben und zum südwestlichen Endabschnitt der Linie 5 (Étoile – Gare du Nord). Am 6. Oktober 1942 wurden die Linienverläufe wieder verändert, sodass seitdem die Linie 6 an der Station verkehrt.

## Beschreibung
Die Station liegt mittig längs über dem Boulevard Garibaldi. Sie hat zwei Seitenbahnsteige an zwei Streckengleisen und ist vollständig überdacht.

## Verkehr
Zunächst verkehrten auf der Strecke Züge aus kurzen zweiachsigen Fahrzeugen mit Holzaufbauten, ab ca. 1910 dann solche der Bauart Sprague-Thomson. Im Juli 1974 wurde sie auf gummibereifte Fahrzeuge umgestellt, seitdem fährt auf der Linie 6 die Baureihe MP 73. Seit Januar 2023 wird auch die Baureihe MP 89 CC auf der Linie 6 eingesetzt.